# Alergia Monstra
Monster Allergy, (também conhecida em Portugal como Alergia Monstra) , é uma série de desenho animado ítalo-francesa-alemã criada por Rainbow S.p.A., Futurikon, RAI Fiction e ZDF em 2005.
No Brasil, a série estreou em setembro de 2007 no Jetix. Em Portugal, a série foi emitida pela RTP2 e pelo Panda Biggs.

## Enredo
Alergia Monstra é baseada na série de quadrinhos do mesmo nome. A série é sobre as aventuras de Ezekiel Zick (ou apenas chamado de Zick) um garoto de 12 anos que sofre de todos os tipos de alergias (e as pessoas chamam isso de desculpa) e descobre que ele tem a capacidade de ver os monstros invisíveis que vivem entre nós. Junto com a ajuda de sua melhor amiga Elena Potato e seu gato falante, Timothy, Zick espera aprimorar seus poderes para um dia se tornar um Domador de Monstro assim como seu pai, Zob Zick.

## Personagens Principais
- Zick - Zick é um garoto que vive numa casa cheia de monstros. Fazendo parte de uma raça de indivíduos apelidados de "Tratatores", Zick possui uma série de poderes que lhe permitem ver e ouvir monstros, assim como caçá-los e prendê-los em caixas especiais. Além desses poderes, Zick possui aquilo que ele chama de "Alergia Monstra" que o faz espirrar de cada vez que está um monstro perigoso perto dele. Geralmente mete-se em sarilhos por querer mostrar aos mais velhos que não é apenas um miúdo.
- Elena - Elena é uma garota que é a melhor amiga de Zick, ela adora jogar futebol. Como a melhor amiga de Zick, acompanha-o nas suas aventuras, sendo muitas vezes ela quem consegue arranjar uma maneira de derrotar os diversos monstros que Zick enfrenta. Inicialmente, não consegue ver os monstros, até que a mãe de Zick lhe transmite o dom da visão, que lhe permite ver e ouvir os monstros e o seu mundo. Ela tem um gato chamado Porky e um coelhinho chamado Puffy.
- Bombo - Bombo é um dos monstros que vive na casa de Zick. Grande, alaranjado e com um enorme apetite por sapatos.
- Timóteo ou Timothy (na 2ª temporada) - Timóteo é um Tutor Máximo em formato de um gato, responsável pela guarda dos monstros que se encontram na casa do Zick.

## Personagens Secundárias

### Domadores
Os domadores são seres humanos com poderes muito especiais; sua principal característica é O Dom, uma energia que é passada de pai para filho. Com o passar das gerações, os poderes e os conhecimentos são passados no qual levam as dinastias reais dos Domadores de Monstro.
Os cinco poderes Dom são:
- Dom da Visão - a habilidade de ver monstros e fantasmas que são invisíveis para as pessoas comuns.[6][7]
- Dom da Voz - a habilidade dos domadores para forçar monstros e fantasmas para fazer o que eles dizem.[7][8]
- Dom do Gesto - a habilidade de controlar os monstros por gesto, e para capturá-los em uma Dombox.[7][9]
- Dom do Espaço - a habilidade para criar um espaço para ser capaz de sobreviver em um ambiente estranho, e que também funciona como um campo de força.[7][10]
- Dom da Energia - a habilidade de lançar um raio de energia que afeta monstros, fantasmas escuros e as coisas ainda comuns, mas não bruxas.[7][11]

### Itens Dom
Os Itens Dom são itens valiosos para os Domadores que são dadas pelos professores devido à experiência dos Domadores.
- Universal Dombox - Um recipiente de arma, que é usada pelo Domador, ele pode capturar qualquer monstro e muito mais do que um. Uma vez que os monstros são capturados, será especificado o nome, a espécie, o nível de perigo, e o estado do monstro.[12] No entanto, esta Dombox só pode ter um monstro por duas horas e, em seguida, deve ser transferida para a sua Dombox específica, ou então o monstro vai escapar.[13] Este item tem a capacidade de capturar um fantasma escuro, mas apenas para dissolve o corpo e não prendê-lo por causa dos fantasmas das trevas que são indetectáveis.[14] Ele também tem a capacidade de analisar qualquer substância líquida que é invisível a olho nu.[15][16][17]

- Os oóculos de sol de Zick - Este item é um presente para Zick de Elena. Na primeira vez, ele foi usado para ajudar a cobertura dos olhos de Zick quando eles ficam vermelhos, mas ajuda-o intensificar sua energia para o Dom da Energia (que ajuda o trabalho DomBeam).[12]

- Dom Glove - Este item melhora os níveis de potência de um Domador, capturando cada quatro monstros, dando Joias de Poder. A Joia Vermelha é a primeira em nível básico, enquanto a Joia Amarela está no segundo nível. No terceiro nível, tem a Joia Verde que tem a capacidade de desintegrar Fantasmas das Trevas, e enquanto o quarto nível é a Joia Azul. Desconhece-se a forma de ganhar a Joia Branca, o quinto e último nível.[7][18][19][20]

- Regular Dombox - Isto são caixas especiais que usam a um monstro capturado e principalmente para o Monster-Skas. São diferentes tipos de Dom Boxes para cada monstro.[11]

- Teleskates - Este item é ganho junto com a Joia Verde.[15] Tem a capacidade de permitir o transportador de teletransporte em qualquer lugar ao seu destino da sua escolha.[19] Ele também pode ser atualizado para se teletransportar junto com outra pessoa.[21]

- Dom Staff - Esta arma Dom pode amplificar a energia Dom dos Domadores que dispara um forte raio que é eficaz contra inimigos grandes e múltiplos.[22]

- Hypno-Disk - Este dispositivo é usado para apagar e alterar memórias das pessoas que vêem muito, e ameaçam revelar os segredos do mundo dos monstros.[23]

- Cristalizador - Este item só pode ser utilizado se não houver Dombox disponíveis, e pode disparar um raio congelante que pode ser ajustado, dependendo do nível da temperatura.[24]

- Rádio-Minhoca - Esta pulseira anti-escape vai fazer um grito alto quando o monstro tenta tirá-lo. O truque de retirar a pulseira não é para ajustá-lo. Também tem dispositivo de rastreamento para rastrear a pulseira mesmo em longa distância.[25]

- Disco-Monstro - Um dispositivo de arma que, quando o raio atinge um monstro, ele vai dançar sem vontade de que tipo de dança os conjuntos de controlador pelo usuário e fazer o monstro exausto ser capturado facilmente.[26]

- Densificador - Este item pode alterar o corpo de uma pessoa, ajustando-o para permitir que o corpo passe por qualquer ataque, paredes e objetivo. Ele também pode fazer o corpo do usuário ficar pesado demais ou pode ser usado para enfraquecer um poder dos monstros.[21][27] Ele também tem a capacidade de fazer o olhar do usuário como um fantasma escuro.[28]

- O Dom do Cetro - Um item da forma de uma varinha que tem a capacidade de controlar os monstros à vontade, e considera ser a arma mais forte Dom. No entanto, se for usada muito ela não pode ser controlada, o próprio utilizador irá tornar-se um pequeno monstro como um efeito colateral.[29]

## Episódios
| Temporada   | Números dos episódios | Começo                 | Final                  |
| ----------- | --------------------- | ---------------------- | ---------------------- |
| Temporada 1 | 26                    | 16 de setembro de 2006 | 5 de fevereiro de 2007 |
| Temporada 2 | 26                    | 27 de dezembro de 2008 | 18 de agosto de 2009   |

## Dobragem Portuguesa
- Tradução: João Oliveira
- Direcção dobragem: Paula Oliveira
- Vozes: Mário Bomba, Michel Simeão, Raquel Ferreira, Mónica Garcez, Paulo Coelho, Nara Madeira, João de Carvalho
- Uma Produção RTP executada por: Valentim de Carvalho